# Meridiano 134 oeste
El meridiano 134 oeste de Greenwich es una línea de longitud que se extiende desde el Polo Norte atravesando el océano Ártico, América del Norte, el océano Pacífico, el océano Antártico y la Antártida hasta el Polo Sur.
El meridiano 134 oeste forma un gran círculo con el meridiano 46 este.
Comenzando en el Polo Norte y dirigiéndose hacia el Polo Sur, el meridiano 134 oeste pasa a través de:
| Coordenadas                         | País, territorio o mar | Notas |
| ----------------------------------- | ---------------------- | --- |
| 90°0′N 134°0′O / 90.000, -134.000   | Océano Ártico          | |
| 74°41′N 134°0′O / 74.683, -134.000  | Mar de Beaufort        | |
| 69°32′N 134°0′O / 69.533, -134.000  | Canadá                 | Territorios del Noroeste - Isla Richards y continental Yukón - unos 2 km Territorios del Noroeste - unos 8 km Yukón Columbia Británica |
| 58°47′N 134°0′O / 58.783, -134.000  | Estados Unidos         | Alaska - Alaska Panhandle (contienental) y la Isla del Almirantazgo                                                                    |
| 57°19′N 134°0′O / 57.317, -134.000  | Frederick Sound        | |
| 57°4′N 134°0′O / 57.067, -134.000   | Estados Unidos         | Alaska - Isla de Kupreanof e Isla Kuiu                                                                                                 |
| 56°5′N 134°0′O / 56.083, -134.000   | Océano Pacífico        | Pasa entre Coronation Island y Warren Island, Alaska, Estados Unidos Pasa justo al oeste de Noyes Island, Alaska, Estados Unidos       |
| 60°0′S 134°0′O / -60.000, -134.000  | Océano Antártico       | |
| 74°29′S 134°0′O / -74.483, -134.000 | Antártida              | Territorio no reclamado |